# Llera
Llera ist ein Dorf und eine Gemeinde (municipio) mit 802 Einwohnern (Stand: 2024) im Zentrum der spanischen Provinz Badajoz in der Autonomen Gemeinschaft Extremadura. 

## Lage
Llera liegt etwa 110 Kilometer südöstlich der Provinzhauptstadt Badajoz und etwa 60 Kilometer südsüdöstlich von Mérida in einer Höhe von ca. 480 m. Der Río Matachel begrenzt die Gemeinde im Norden. Das Klima im Winter ist gemäßigt, im Sommer dagegen warm bis heiß; die eher geringen Niederschlagsmengen (ca. 441 mm/Jahr) fallen – mit Ausnahme der nahezu regenlosen Sommermonate – verteilt übers ganze Jahr.

## Bevölkerungsentwicklung
| Jahr      | 1970 | 1981 | 1991 | 2001 | 2011 | 2021 |
| Einwohner | 1481 | 1160 | 1060 | 953  | 917  | 825  |

## Sehenswürdigkeiten
- Sebastianuskirche (Iglesia de San Sebastián)
- Marienkapelle
- Annenkapelle
- Bartholomäuskapelle

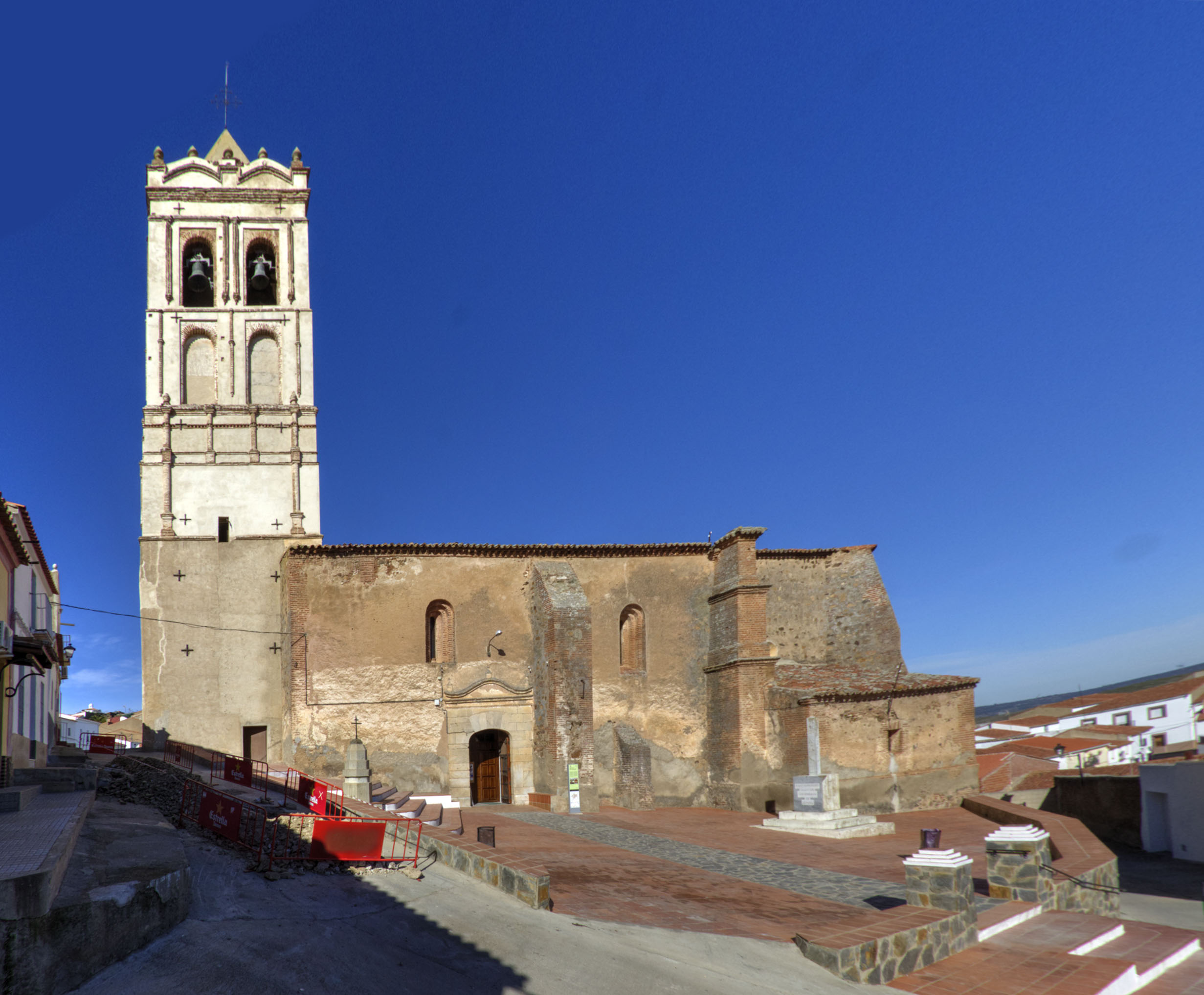
Sebastianuskirche